# Kazuo Shimizu
Kazuo Shimizu (清水 和男, Shimizu Kazuo) est un footballeur japonais né le 30 avril 1975. Il était défenseur.